# 1141
Cette page concerne l'année 1141  du calendrier julien. Pour l'année 1141 av. J.-C., voir 1141 av. J.-C.
L'année 1141 est une année commune qui commence un mercredi.

## Événements
- 2 février : bataille de Lincoln. Étienne de Blois, roi d’Angleterre est capturé et enfermé à Bristol par les partisans de Mathilde l’Emperesse[1].

- 16 février : couronnement de Géza II (1130-1161) roi de Hongrie[2].

- 8 avril : Mathilde l’Emperesse est reconnue « dame d’Angleterre et de Normandie » par le concile de Winchester[3].

- 9 septembre : bataille de Qatwan, près de Samarkand. Le saljûqide Sanjar est submergé en Transoxiane et en Afghanistan par les mongols du Kara Khitaï qui poussent devant eux les turcs Oghuz. Les Kara Khitaï envahissent le Khwârezm la même année[4].
- 14 septembre : déroute de Winchester. Mathilde l’Emperesse doit fuir la ville alors que son frère Robert de Gloucester est fait prisonnier par les loyalistes[5].

- Octobre-novembre, Chine : traité de Shaoxing entre les Song du Sud et les Jin, qui obtiennent un important tribut annuel en argent et soieries. La frontière est fixée sur le Huai He. L’accord est ratifié le 11 octobre 1142[6].

- 1er novembre : Étienne de Blois est libéré en échange de Robert de Gloucester[1].

- 25 décembre[7] : Étienne de Blois remonte sur le trône d’Angleterre (fin en 1154).